# Muhlenbergia mutica
Muhlenbergia mutica är en gräsart som först beskrevs av Eugène Pierre Nicolas Fournier, och fick sitt nu gällande namn av Albert Spear Hitchcock. Muhlenbergia mutica ingår i släktet muhlygräs, och familjen gräs. Inga underarter finns listade i Catalogue of Life.